# Audi A1
Audi A1 este un automobil din categoria supermini care se va baza pe platforma Audi MQB (Modular Transverse Matrix) și care va fi lansată de către Audi în 2009.
Principalul competitor al lui A1 este MINI.  S-a anunțat că A1 va fi produs la fabrica grupului Volkswagen din Bruxelles, Belgia.
A1 va fi prezentată pentru prima dată la 2007 Tokyo Motor Show sub denumirea Audi Metroproject Quattro  concept car.  Conceptul are patru locuri și un sistem de propulsie hibrid.  În configurația acestui sistem de propulsie, motorul termic de 1.4 l și 148 cai putere, iar cel electric de 40 de cai putere acționează roțile din spate.

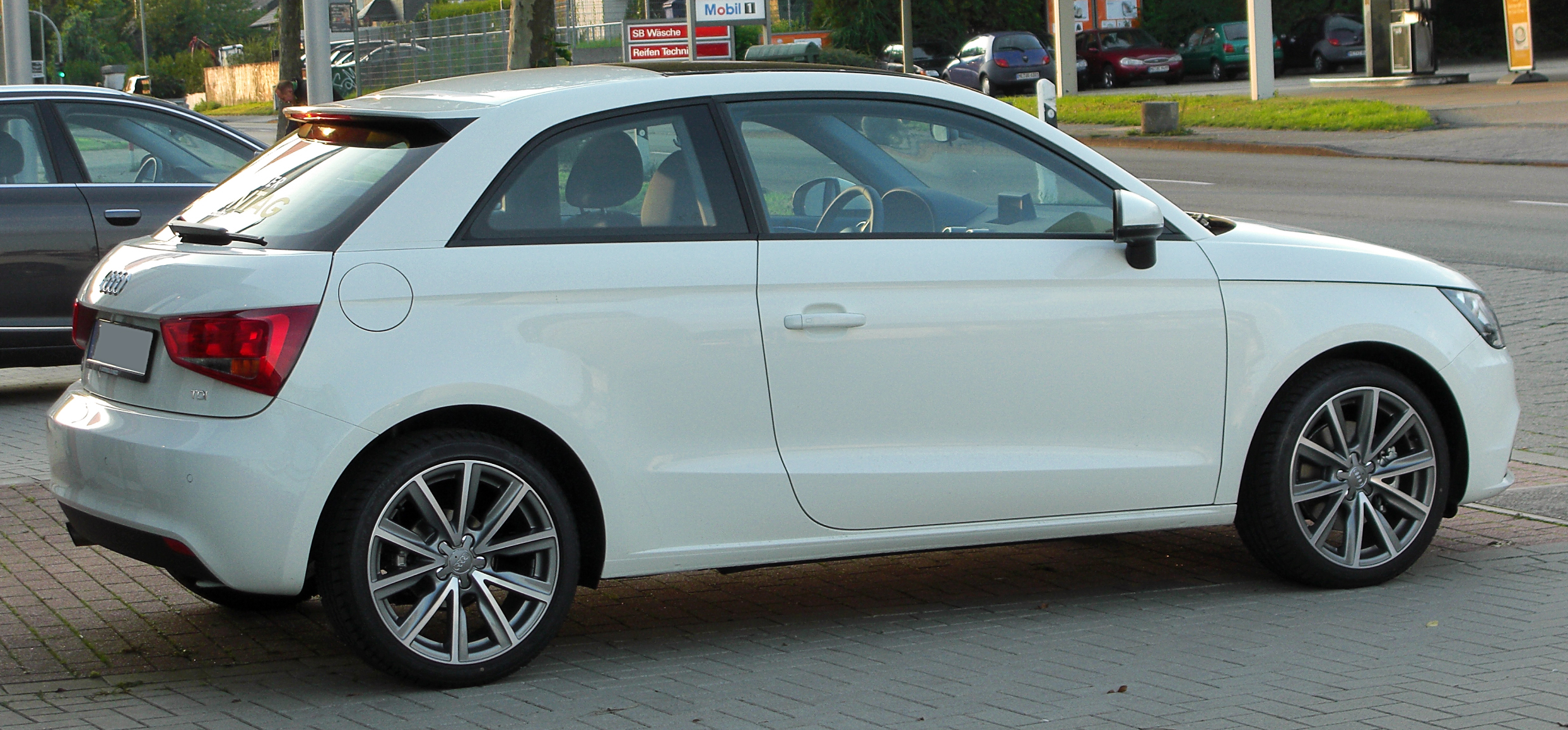
Audi A1